# 1992년 8월
| 1992년: 1월 · 2월 · 3월 · 4월 · 5월 · 6월 · 7월 · 8월 · 9월 · 10월 · 11월 · 12월 |

| <          | 1992년 8월 | 1992년 8월 | 1992년 8월 | 1992년 8월 | 1992년 8월  | >          |  |
| 일         | 월         | 화         | 수         | 목         | 금          | 토         |  |
|            |            |            |            |            |             | 1 7.3 기유 |  |
| 2 4 경술   | 3 5 신해   | 4 6 임자   | 5 7 계축   | 6 8 갑인   | 7 9 을묘    | 8 10 병진  |  |
| 9 11 정사  | 10 12 무오 | 11 13 기미 | 12 14 경신 | 13 15 신유 | 14 16 임술  | 15 17 계해 |  |
| 16 18 갑자 | 17 19 을축 | 18 20 병인 | 19 21 정묘 | 20 22 무진 | 21 23 기사  | 22 24 경오 |  |
| 23 25 신미 | 24 26 임신 | 25 27 계유 | 26 28 갑술 | 27 29 을해 | 28 8.1 병자 | 29 2 정축  |  |
| 30 3 무인  | 31 4 기묘  |            |            |            |             |            |  |

| 편집하기 |

## 1992년8월 24일
- 대한민국이 중화인민공화국과 수교하다.
- 대한민국이 중화민국과 단교하다.

## 1992년8월 9일
- 마라톤 선수 황영조가 바르셀로나 올림픽에서 금메달을 획득하다.